# هنس فو
هنس فو (دانمارکی: Hans Fogh; ۸ مارس ۱۹۳۸ – ۱۴ مارس ۲۰۱۴) قایقران قایق بادبانی اهل دانمارک و کانادا بود.